# Kadaňsko-tušimická dráha
Kadaňsko-tušimická dráha (KTD) je částečně dvojkolejná normálněrozchodná železniční vlečka, skládající se ze dvou částí o délce 12 a 8 km, které spojují kolejiště drtírny a úpravny uhlí v Tušimicích s Elektrárnami Prunéřov a železniční stanicí v Březně u Chomutova na síti Správy železnic.

## Historie
Plány na stavbu uhelné dráhy od dolů v Tušimicích k prunéřovské elektrárně spadají do 60. let 20. století v souvislosti s rozvojem těžkého průmyslu v Československu a s tím spojenou narůstající těžbou uhlí, které mělo být následně spalováno v tepelných elektrárnách. Mezi lety 1967–1968 byla předána do provozu Elektrárna Prunéřov I (EPRU I) a s ní i tato dráha. Trať byla zpočátku provozována pouze jako jednokolejná a neelektrifikovaná, což postupně zvyšujícím se objemům těžby přestávalo stačit. Kromě trati do Prunéřova byla také postavena druhá větev do Března, určená pro odvoz tušimického uhlí k jiným odběratelům (např. Elektrárny Mělník, Chvaletice a další). Díky plánované dostavbě druhé Elektrárny Prunéřov II (EPRU II) bylo o 10 let později rozhodnuto o elektrifikaci trati, zesílení svršku a zdvojkolejnění. Vzhledem k nevyhnutelné složité přestavbě silničního nadjezdu v km 9,0 je toto místo jako jediné na celé prunéřovské trati v délce cca 100 m i v současnosti jednokolejné. Trať do Března byla elektrifikována taktéž, ale vzhledem ke slabšímu provozu zůstala jednokolejná. Majitel a provozovatel dráhy, kterým byl koncern SHD-DNT (Severočeské hnědouhelné doly – Doly Nástup Tušimice) na trať v plzeňské Škodovce objednal elektrické lokomotivy řady E 479.0 (dnes 130), která byla v té době také dodávána ČSD. Vyrobeno bylo 14 kusů, které se od „civilních“ lokomotiv lišily pouze v detailech. Nové lokomotivy však byly vyrobeny dříve, než byla dokončena elektrifikace trati, a tak byly ze začátku provozovány jako pronajaté u ČSD v lokomotivním depu Ostrava. Po elektrifikaci a komplexní modernizaci včetně osazení nového zabezpečovacího zařízení byla březenská trať otevřena k 5. 6. 1979 (prunéřovská až v roce 1982) a lokomotivy pro ní určené se postupně vracely z Ostravy ke svému majiteli – jako první přišla E 479.0050 (130.050) v říjnu 1978, aby byla používána ke zkouškám na dokončované trati, a zbývající stroje postupně až do roku 1981, kdy dorazil poslední stroj E 479.0045 (130.045). Kromě elektrických lokomotiv sloužilo na trati také několik lokomotiv motorových (řady 721, 740 a 770), které byly používány především k posunu či na nejrůznější pomocné výkony.
Novým majitelem trati a s ní i vozidel se po transformaci DNT v roce 1994 stala firma Severočeské doly (SD), patřící pod energetický gigant ČEZ. Ještě za dob DNT byly objednány nové lokomotivy řady 184; první dva prototypy přišly po zkouškách na cerhenickém okruhu během roku 1995. O tři roky později byly vyrobeny ještě další dvě lokomotivy, které byly do Tušimic dodány v roce 1999. Přestože lokomotivy přesvědčily svou spolehlivostí, vysokou tažnou silou a nízkou spotřebou energie (proti dvojicím řady 130 méně než poloviční), na nákup dalších lokomotiv SD nenašly peníze, a tak zůstalo jen u těchto čtyř kusů. Dnes veškerý lokomotivní i vozový park patří firmě SD – Kolejová doprava, jenž vznikla roku 2001 vyčleněním z mateřské společnosti SD.

## Provoz na trati
Lokomotivy řady 130 slouží na KTD ve dvojicích, vzhledem k náročným sklonovým podmínkám a velkým zátěžím (ložené soupravy váží až 1 500 tun). Místní přezdívka pro dvojici řady 130 je „Ufo“. Stroje řady 184 ve dvojicích nejezdí, díky o čtvrtinu vyššímu výkonu než celá dvojice řady 130 dopravují vlaky samy. Mezi Tušimicemi a Prunéřovem je za 24 hodin vedeno až 30 (výjimečně ještě více) párů vlaků s uhlím; soupravy jsou ucelené po 18 vozech a každá je naložena přibližně 900–950 tunami suroviny. Za 24 hodin se tak do EPru navozí až 30 000 tun uhlí. Na běžné směně se točí čtyři soupravy – dvě s „Ufem“ a dvě s „šestikolákem“ řady 184. Lokomotivy jsou udržovány v domovském depu přímo v Tušimicích, poblíž dopravny T1.
Na březenské části trati je provoz o poznání slabší, intenzita provozu závisí na objednaných vlacích od ostatních odběratelů. Obvykle je každý den vypravováno okolo tří souprav, které jsou tušimickou lokomotivou dopraveny do stanice Březno, kde si je buď přebere jiný dopravce (např. ČD Cargo) a odváží k zákazníkovi, nebo se soupravou po úvrati a přepřažení lokomotivy na druhý konec vlaku pokračuje lokomotiva SD–KD.
Kromě uhelných vlaků jsou také zaváděny různé pomocné vlaky při opravách trati (obvykle vedené motorovými lokomotivami řad 721, 740 nebo 744.7) a také soupravy převážející vagóny na uhlí na údržbu do vozových opraven v Prunéřově.
Provoz na trati je řízen dispečerem se sídlem v Tušimicích, samotná trať je pak rozdělena na kratší traťové úseky automatickými hradly, jež jsou označena P1–P9. I díky strategickému významu a s tím spojené vysoké úrovni zabezpečení provozu na trati dosud nedošlo k žádné větší nehodě, jedinou závažnější kolizí byla srážka lokomotivy 130.043 s nákladním automobilem Tatra na přejezdu poblíž Kadaně roku 1994. Strojvedoucí byl pouze lehce zraněn, ale lokomotiva byla kvůli rozsahu poškození zrušena a později sešrotována.

## Galerie

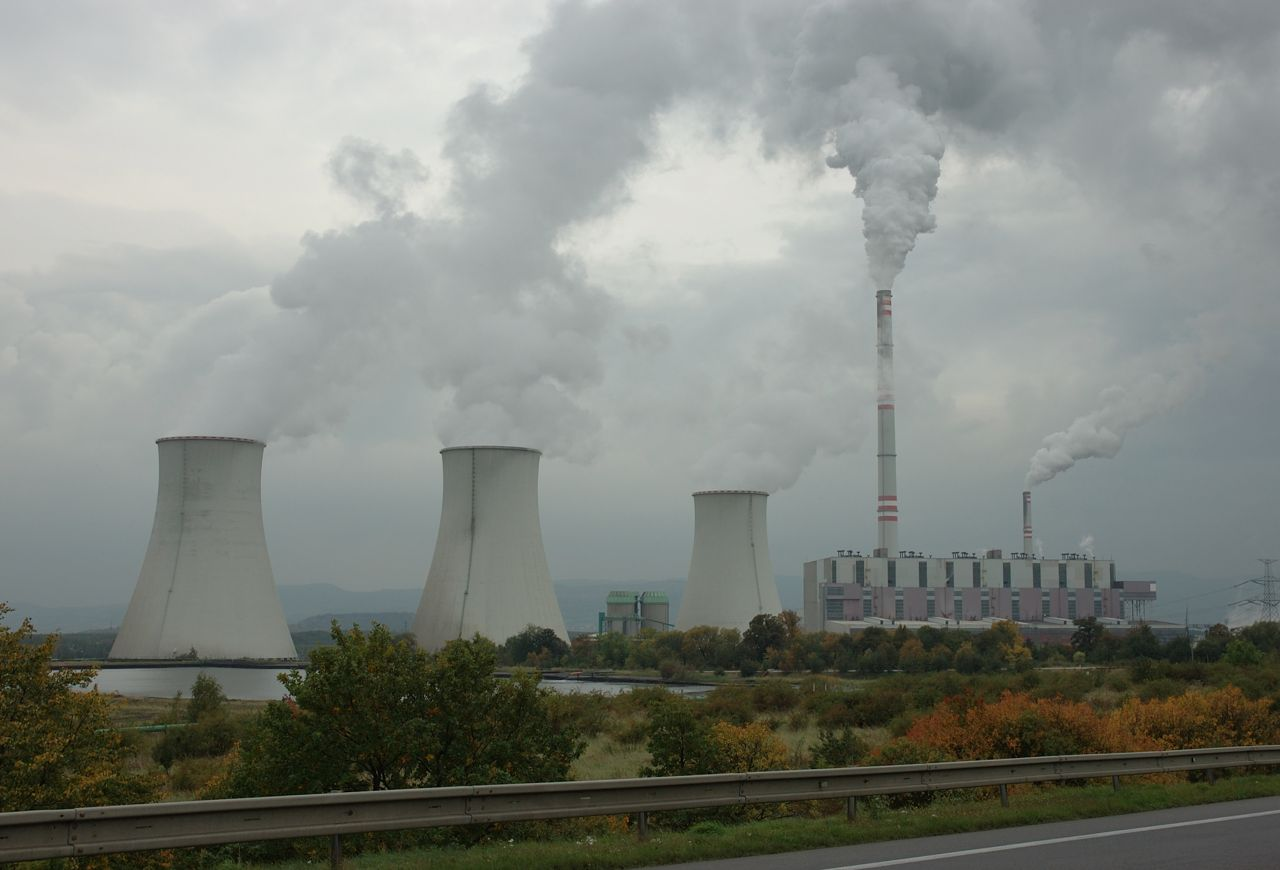
Elektrárny Prunéřov – odběratel uhlí, přepravovaného po KTD
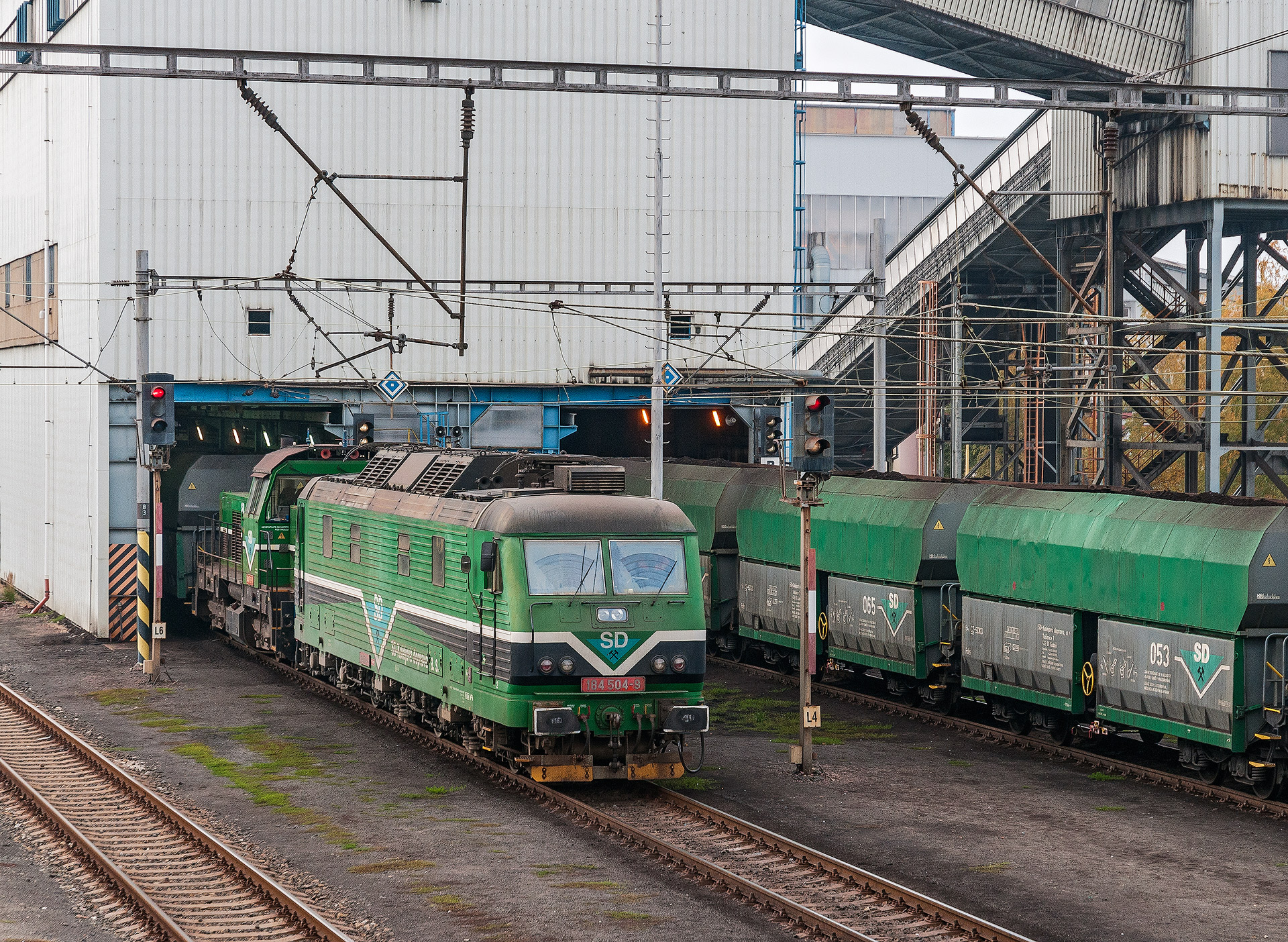
Lokomotiva řady 184 pod násypkou v dopravně T1
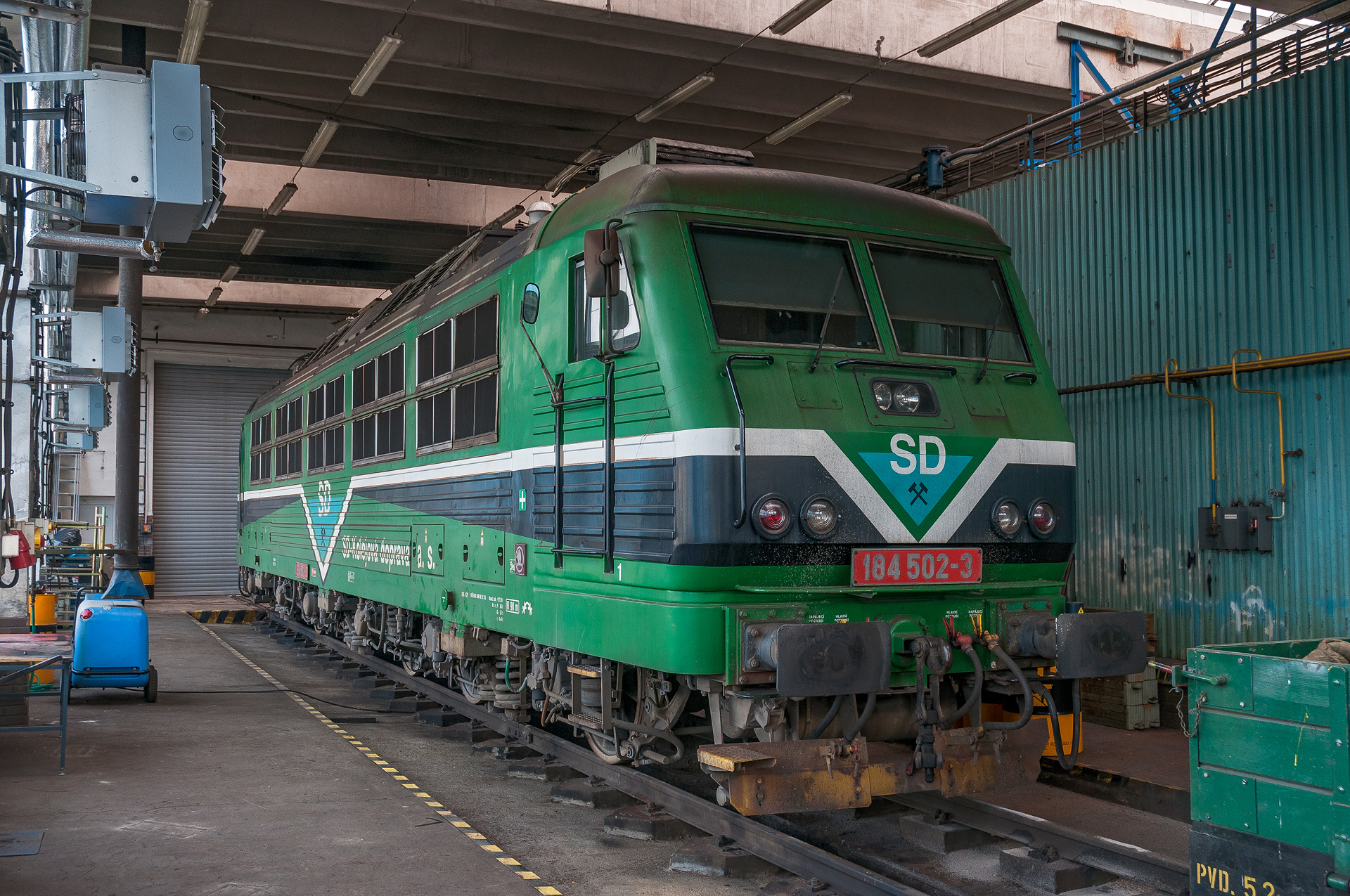
Lokomotiva 184.502 v domovském depu v Tušimicích
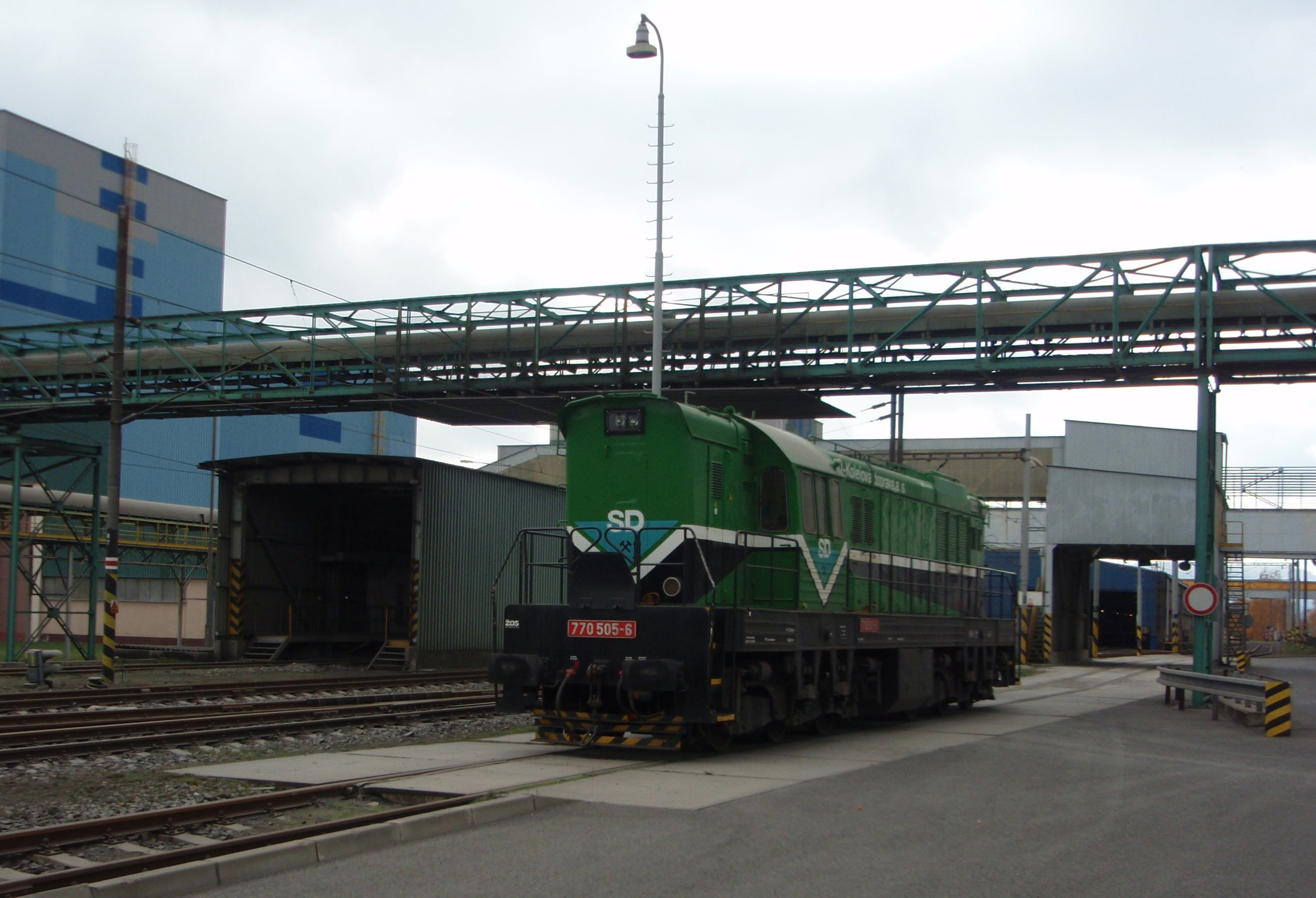
Stroj řady 770, posunující s vozy v areálu EPru